# Rudolf Skalický
Rudolf Skalický (7. září 1918 Hemže – 28. prosince 1941 Severní moře) byl český palubní střelec 311. československé bombardovací perutě.

## Život

### Před druhou světovou válkou
Rudolf Skalický se narodil 7. září 1918 v Hemži u Chocně v rodině tkalcovského mistra Rudolfa Skalického a jeho manželky Terezie. Vychodil pět ročníků obecné a tři ročníky měšťanské školy, jeho rodina se ještě během jeho dětství odstěhovala do Hnátnice, kde jeho otec získal práci v tamním textilním podniku. Vyučil se strojním zámečníkem. Pracoval v Jugoslávii. Prezenční vojenskou službu absolvoval u pěšího pluku 30 ve Vysokém Mýtě.

### Druhá světová válka
Po německé okupaci a zrušení Československé armády byla Rudolfu Skalickému ukončena prezenční vojenská služba. Opustil ilegálně Protektorát Čechy a Morava a přes Polsko odešel do Francie, kde 22. listopadu 1939 v Marseille vstoupil do Československé armády v zahraničí. V květnu 1940 byl přeřazen do její letecké skupiny. Po pádu Francie v červnu 1940 se evakuoval přes Gibraltar do Spojeného království. Zde byl 24. července 1940 přijat do Royal Air Force a po patřičném výcviku přičleněn k 311. československé bombardovací peruti na pozici zadního střelce. Účastnil se náletů na nacistické Německo a okupovanou Evropu. Dne 28. prosince 1941 byl členem posádky Vickers Wellington B Mk.Ic T2553 KX-B pod velením Aloise Šišky, kterému začal během návratu z operačního letu nad Wilhelmshaven po poškození protiletadlovou palbou hořet jeden z motorů. Po dosednutí na hladinu Severního moře se posádce podařilo dostat do záchranného člunu. Jediným, komu se to nepodařilo, byl zadní střelec Rudolf Skalický, Josef Mohr a Josef Tománek poté zemřeli ve člunu, Alois Šiška, Josef Ščerba a Pavel Svoboda padli do zajetí. Tělo Rudolfa Skalického moře nevydalo. Dosáhl hodnosti četaře.

## Posmrtná ocenění
- Rudolf Skalický byl in memoriam povýšen do hodnosti podplukovníka